# ژان لوک وانوشی
ژان لوک وانوشی (انگلیسی: Jean-Luc Vannuchi؛ زادهٔ ۱۳ سپتامبر ۱۹۷۰) بازیکن فوتبال اهل فرانسه است.
از باشگاه‌هایی که در آن بازی کرده‌است می‌توان به باشگاه فوتبال کن، باشگاه فوتبال گنگام، باشگاه فوتبال اوسر، باشگاه فوتبال نیم المپیک، و باشگاه فوتبال نیس اشاره کرد.